# 西條站 (廣島縣)
西條站（日语：／ Saijō eki */?）是位於廣島縣東廣島市西條本町，屬於西日本旅客鐵道（JR西日本）山陽本線的車站。此站位於廣島城市網絡內。為了與篠之井線的西條站作分別，此站出發的車票會印上。

## 概要
此站是人口19萬人的東廣島市的中心車站。市內也設有新幹線車站東廣島站。但因此站位於市中心，因此使用人數比新幹線車站為多。此站也是最接近廣島大學與西條酒藏的車站，因此成為觀光車站。在毎年10月第2個星期六及日於西條中央公園設有「清酒節」，吸引縣內、縣外的觀光客前往此站。
站內的上行貨運列車會進行輔助機車分離作業，機車分離作業由JR西日本職員負責。而在1月舉行的大學入試中心試驗中，由於需要運送來往廣島縣東部的試生前往廣島大學，因此會設有臨時列車行走於大門站至此站之間。在此站落客外，列車執行不載客班次會前往八本松站的中線，再而回到廣島運輸所。

## 歷史

### 年表
- 1894年（明治27年）6月10日 - 山陽鐵道三原站至廣島站之間開通，此站啟用。為旅客、貨運車站。
- 1897年（明治30年）2月5日 - 車站遷移至岡山一方約300米。
- 1906年（明治39年）12月1日 - 山陽鐵道國有化（日语：鉄道国有法），成為官設鐵道車站。
- 1909年（明治42年）10月12日 - 制定路線名稱。成為山陽本線車站。
- 1959年（昭和34年）10月 - 第二代車站大樓重建。
- 1984年（昭和59年）1月1日 - 終止貨物起卸業務。車站西邊設有棚車用的貨物月台。
- 1987年（昭和62年）4月1日 - 伴隨國鐵分割民營化，車站由西日本旅客鐵道（JR西日本）營運。
- 2000年（平成12年） - 當年部分車站大樓範圍改建。
- 2006年（平成18年）2月11日 - 站前基礎設施開發完成。
- 2007年（平成19年）
  - 4月15日 - 在東廣島市內的在來線中，首部自動閘機（日语：自動改札機）開始使用。
  - 9月1日 - 此站可以使用ICOCA。
- 2010年（平成22年） - 當年起，吳線的坂站與矢野站改由吳站管理。
- 2011年（平成23年）10月20日 - 跨站式站房與南北公眾通道開始工程。
- 2012年（平成24年）6月1日 - 舊車站大樓不再使用，並開始使用臨時車站大樓。
- 2014年（平成26年）
  - 1月13日 - 跨站式站房（第三代）、車站大廈部分位置（南出口西邊）開始使用。同時，臨時車站大樓駅與舊跨線橋開始拆卸，東邊的設施開始工程。
  - 8月23日 - 所有月台設置3色LED式列車出發顯示牌。舊車站大樓時代使用的LED式列車出發顯示牌被取締。
  - 10月 - 3號月台、4號月台，在白市、三原一方的樓梯建設工程完成並開始使用。4號月台的停車位置改變。3號月台也同樣樓梯建設工程完成改變停車位置。
  - 12月23日 - 1號月台在白市一方的樓梯建設工程完成並開始使用。1號月台的停車位置改變
- 2015年（平成27年）
  - 1月25日 - 北出口站前廣場工程與車站大樓東邊的工程完成，在早上10時起西條站南北公眾通道全面開始使用[1]。舉行了完成紀念典禮，在車站內5間商店同時開幕。整個西條站跨站式站房工程完成[2]。
  - 3月14日 - 綠色窗口的營業時間變更。開始營業時間提早10分鐘，於5時正開始營業。
- 2018年（平成30年）
  - 7月6日 - 發生2018年7月西日本豪雨使車站暫停服務。
  - 8月21日 - 白市至八本松站之間暫時重開[3][4]。
  - 9月9日 - 白市至瀨野站之間重開[5]。

## 車站構造
本站是設有跨站式站房的地面車站，站內的月台配置為1面1線的單式月台與1面2線的島式月台，合共設有2面3線混合式月台。
在2014年（平成26年）1月13日起，跨站式站房、車站大樓西邊暫時開始使用，列車停止位置向廣島一方遷移。另外，閘口、小賣部、廁所從臨時車站大樓遷移至新車站大樓，臨時設施設昨日12日尾班車後停止使用。隨後拆毀臨時車站、廁所及舊跨線橋，並開始繼續建設東邊車站大樓部分（包括樓梯與車站業務空間）。在2015年（平成27年）1月25日早上10時，新車站全面啟用。公眾通道開放與北出口廣場開始使用，並且5間商店同時開業，包括7-11便利店、SAINT ETOILE（麵包店）、御好燒「福醬」、烏冬店「驛麵屋」、藥局「松本清」。在2016年3月臨時車站大樓中用作辦公空間與廁所前面的空間開放，成為設有長椅和桌子的候車室。
舊站房位於1號月台側，過去曾設有跨線橋連接島式月台（3、4號月台）。在2011年（平成23年）6月1日，JR西日本與東廣島市均同意在車站設置無障礙設施及建設跨站式站房，隨後在同年10月20日開始工程，並開始拆毀舊站房。
此站為設有站長的直營車站與管理車站，並負責管理山陽本線白市站至向洋站之間的各車站（海田市站為設有站長的地區站）、吳線坂站和矢野站、以及山陽新幹線東廣島站（設有站長的地區站）。本站可以使用ICOCA與其互相可以使用的IC卡。

### 車站大樓概要
- 跨站式站房（2015年1月25日起全面使用）

### 車站大樓內大堂
- 綠色窗口
- 1處閘口（設有可以使用ICOCA自動閘機（日语：自動改札機））
- 公眾廁所（於公眾通道南邊第2層）※閘內沒有廁所。（截至2014年2月）
- 升降機（公眾通道2台，閘口內2台）
- 電梯（公眾通道南出口西邊2座）
- 東廣島市觀光訊問處（南出口第2層電梯旁）
- 候車室（南出口第2層廁所前）

#### 車站大廈內
- 特產街道（第1層）
- 松本清（第1層）
- 御好燒 福醬（第1層）
- 居酒屋 元就（第1層）
- 武藏　西條站店（第1層）
- 7-11 Heart·In（第2層）
- SAINT ETOILE（第2層）

### 月台
| 月台 | 路線     | 上下行 | 方向             | 備註                       |
| ---- | -------- | ------ | ---------------- | -------------------------- |
| 1、3 | 山陽本線 | 下行   | 八本松、廣島方向 | 3號月台是從此站出發的列車  |
| 4    | 山陽本線 | 上行   | 三原、福山方向   | 福山方向的列車需在糸崎轉乘 |

- 8卡編成列車可使用此站。月台可容納12卡車廂。
- 1號月台為下行本線，4號月台為上行本線，3號月台為上下行共用的待避線。3號月台中上行與下行方向均設有出發信號機，使列車可於兩方向出發。在2009年（平成21年）3月13日，設有班次於3號月台出發前往白市。在14日修正後，所有上行列車統一使用4號月台。當發生事故使廣島方向不能通行時，會臨時成為三原方向的列車折返月台。在2016年時間表修正中，再次設有2班從此站出發的快速「城市快車」於3號月台出發。
- 2014年（平成26年）12月23日起，由於白市一方的樓梯開始使用，1號月台的停車位置變更。3、4號月台的停車位置標記也有更換。
- 2014年（平成26年）8月23日起，由於引入CTC，設置了LED式出發列車顯示牌。

廣播
- 2003年（平成15年）起開始更新至現時的詳細廣播資訊。在列車到達前約3〜5分鐘會播放預告廣播，在列車進站時會播放進站廣播，在列車到達時會播放到達廣播。在廣島分社的山陽本線中，使用同樣詳細型廣播的主要車站包括三原站、海田市站、向洋站、天神川站、新白島站、橫川站、新井口站、五日市站、宮島口站、岩國站、新山口站、厚狹站、新下關站。
- 預告廣播中，會順序播放出發時間→類別（普通或快速）→目的地→出發月台編號→編成車廂數目→快速的停靠車站→最後為英語。
- 另外在西條站折返列車中，在長時間停站的時候，停站時會播放列車資訊廣播及出發廣播。在播放列車資訊廣播及出發廣播中會包含下一停車站。在快速列車中，列車資訊廣播中會包含與預告廣播也設有的快速停靠車站資訊。
- 在地面車站大樓時代，部分時期（2008年起）的進站廣播與音樂為自動廣播。在播放至進站音樂時，車站職員會停止音樂播放，並以人聲廣播到達列車資訊。特別是在時間表發生混亂時，基本上均由車站職員廣播所有資訊。在2012年（平成24年）6月，臨時車站大樓開始使用後，到達廣播再次以自動形式播放，減少車站職員使用人聲廣播。在新車站大樓使用後開始實施詳細型廣播。其中上除了列車延誤與繁忙時間外，車站職員不會再以人聲廣播。
- 在2016年3月26日時間表修正中，星期六與假日中再次設有快速「城市快車」（從此站出發，在10時時段設有2班）班次，在進站時，只會播放「日语：」（中譯：列車正在進站）簡單内容。在停站時會播放列車資訊廣播與出發廣播。
- 另外，在臨時車站大樓使用後，4號月台省略了到達廣播。
- 以下為各月台的進站音樂
  - 1號月台/3號月台（廣島方向、3號月台只星期六及假日只有從此站出發的快速列車）…使用與廣島站2、7號月台的進站音樂之改良版
  - 3號月台（廣島/三原兩方向）、4號月台（三原方向）…使用與廣島站4、9號月台的進站音樂之改良版
- 發車鐘方面，在詳細廣播引入時同時更新。當初只有8卡編成列車才播放，現時4卡編成也播放。這是由於西條站跨站式站房工程開始後，4卡與8卡的尾卡車廂是在同一位置。在新車站大樓暫時開始使用後，3、4號月台所有列車均播放，4號月台在2014年（平成26年）10月，樓梯設置在白市一方後，停車位置進行變更，使回復只限8卡編成才播放。
- 2003年以前，並沒有列車資訊廣播，並與廣島站使用同一版本的進站音樂，在到達時會廣播車站名稱數次。

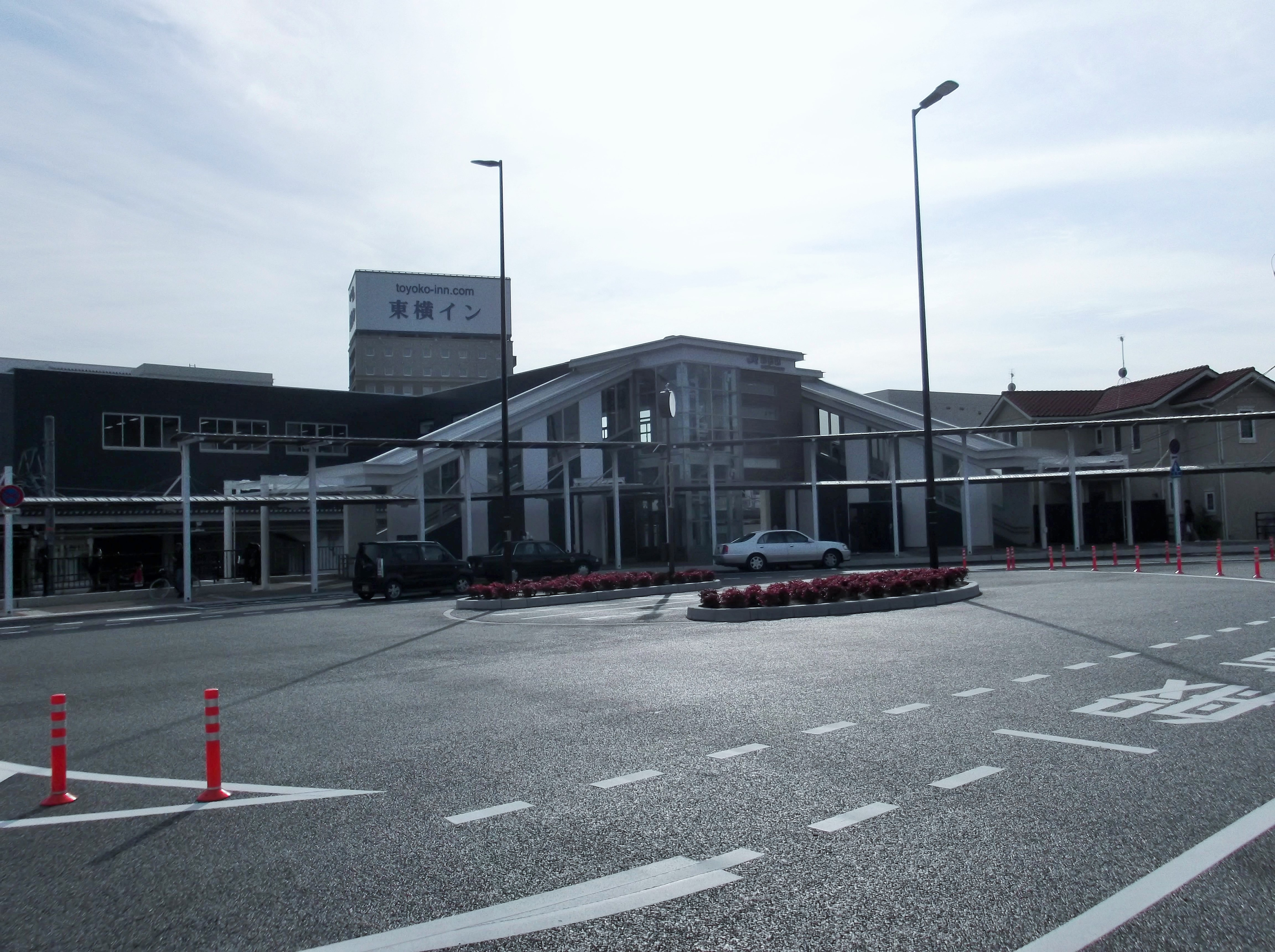
2015年1月25日起開始使用的車站北出口廣場與車站入口
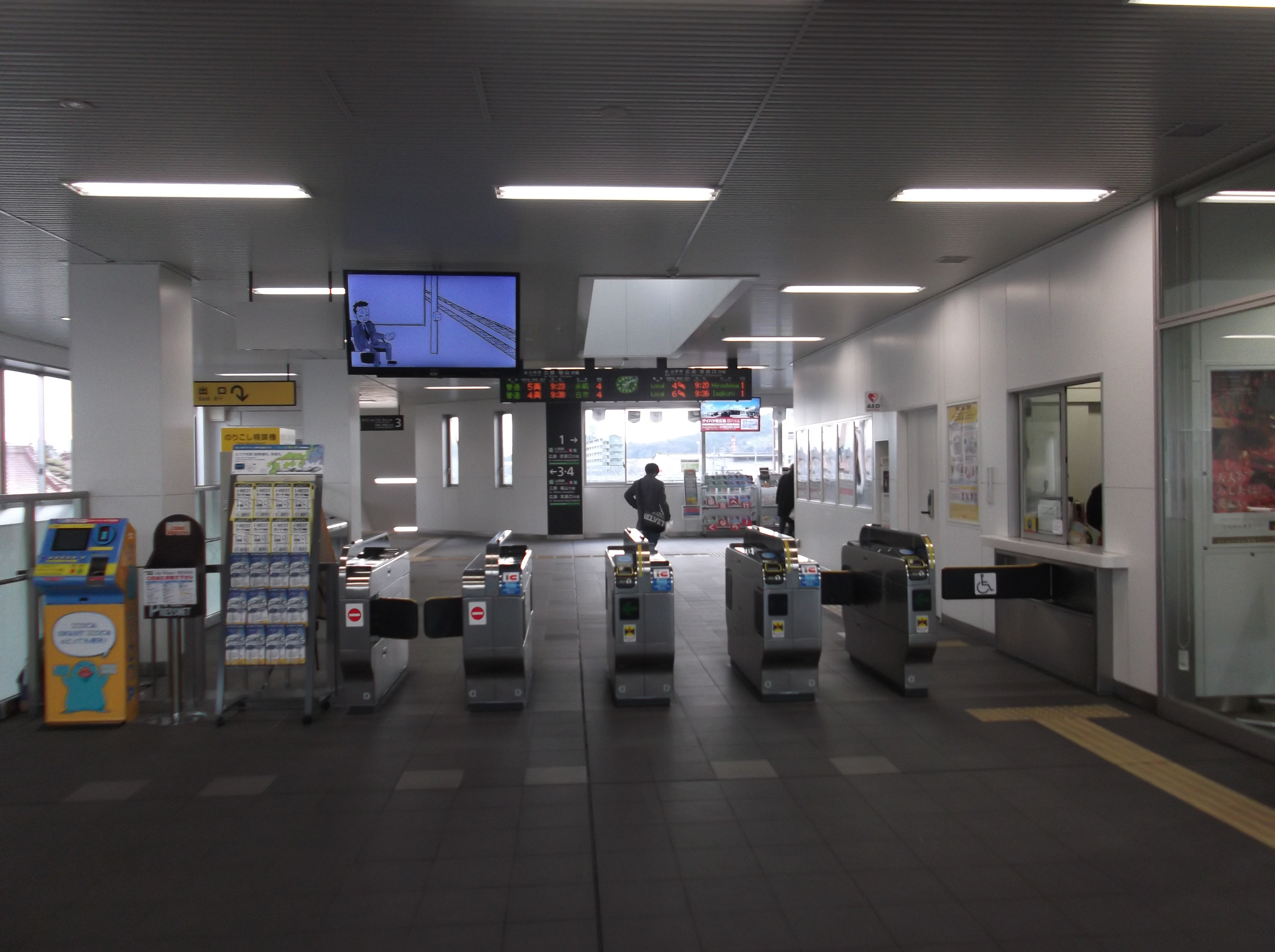
驗票閘口（2016年2月）
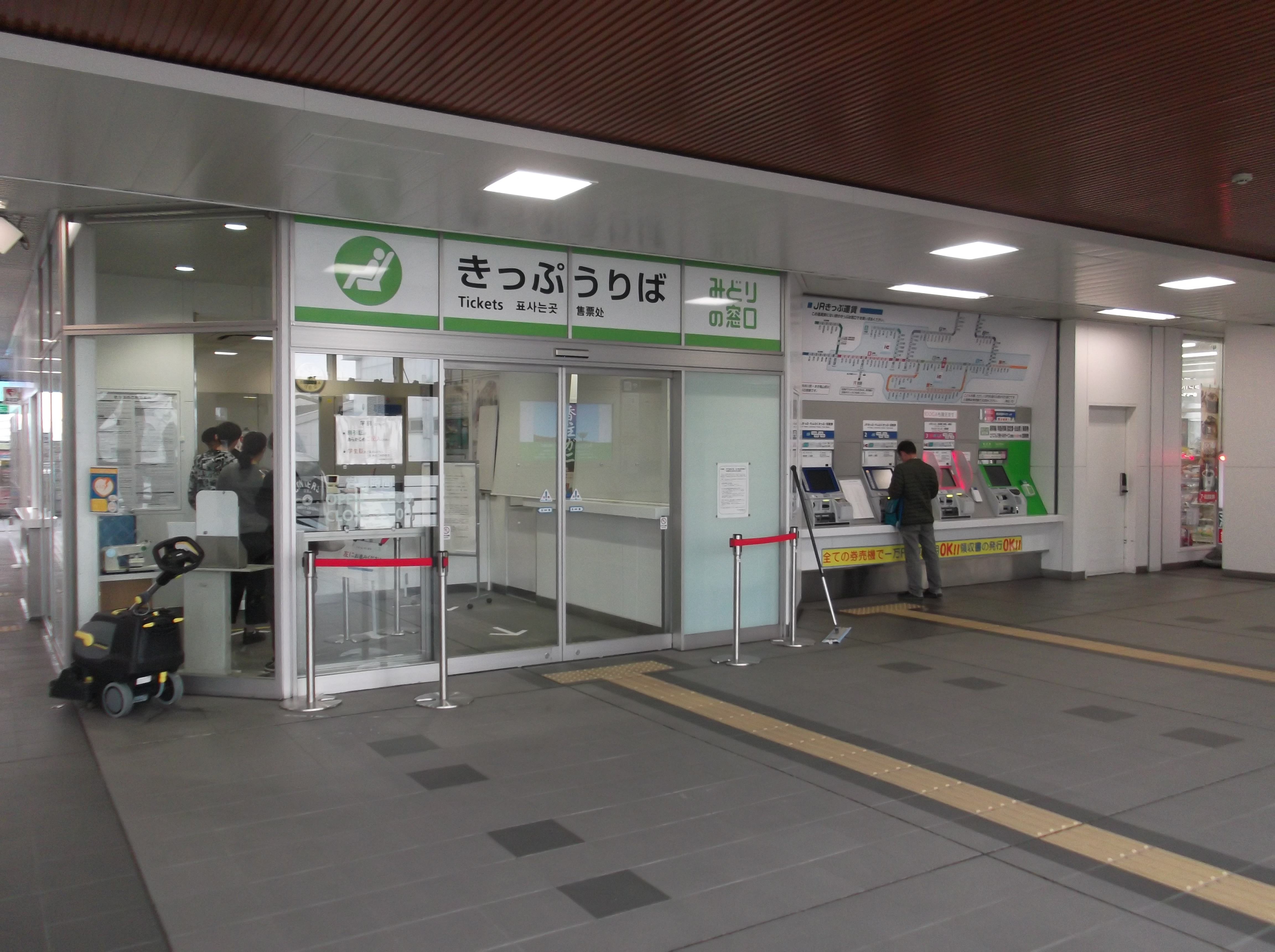
車票販賣處與綠色窗口（2017年2月）
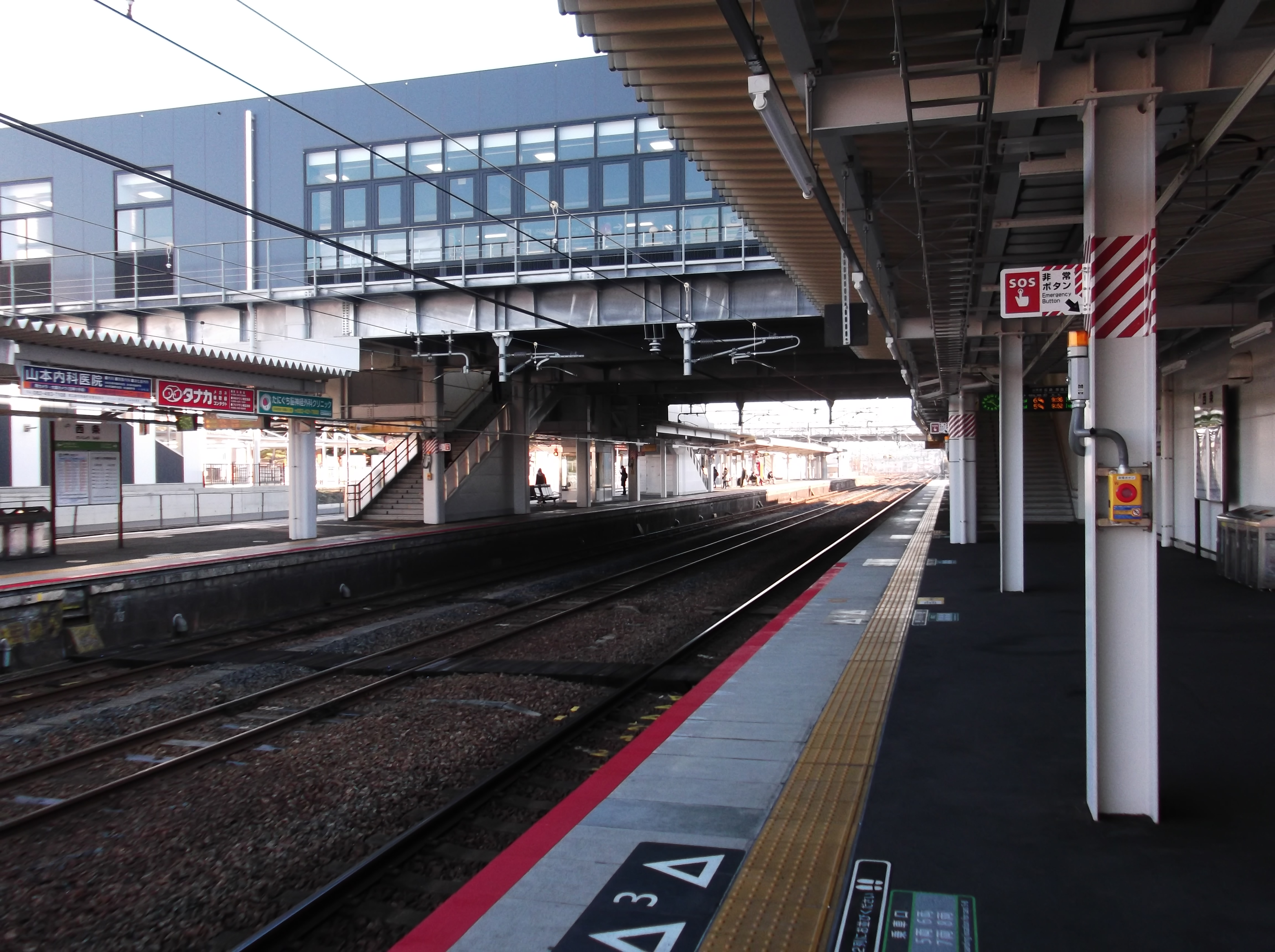
1號月台（2015年12月）
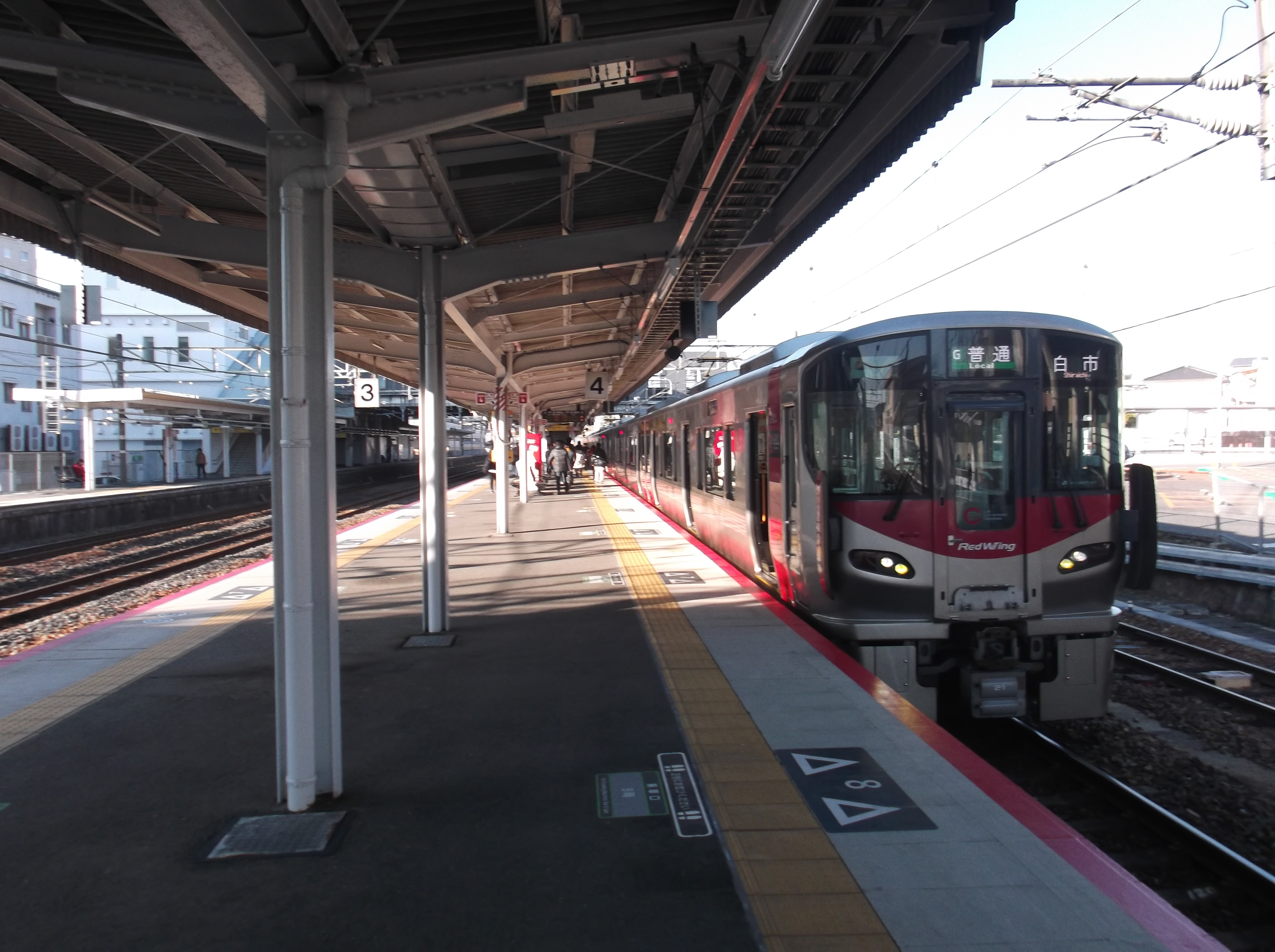
3號與4號月台（2015年12月）
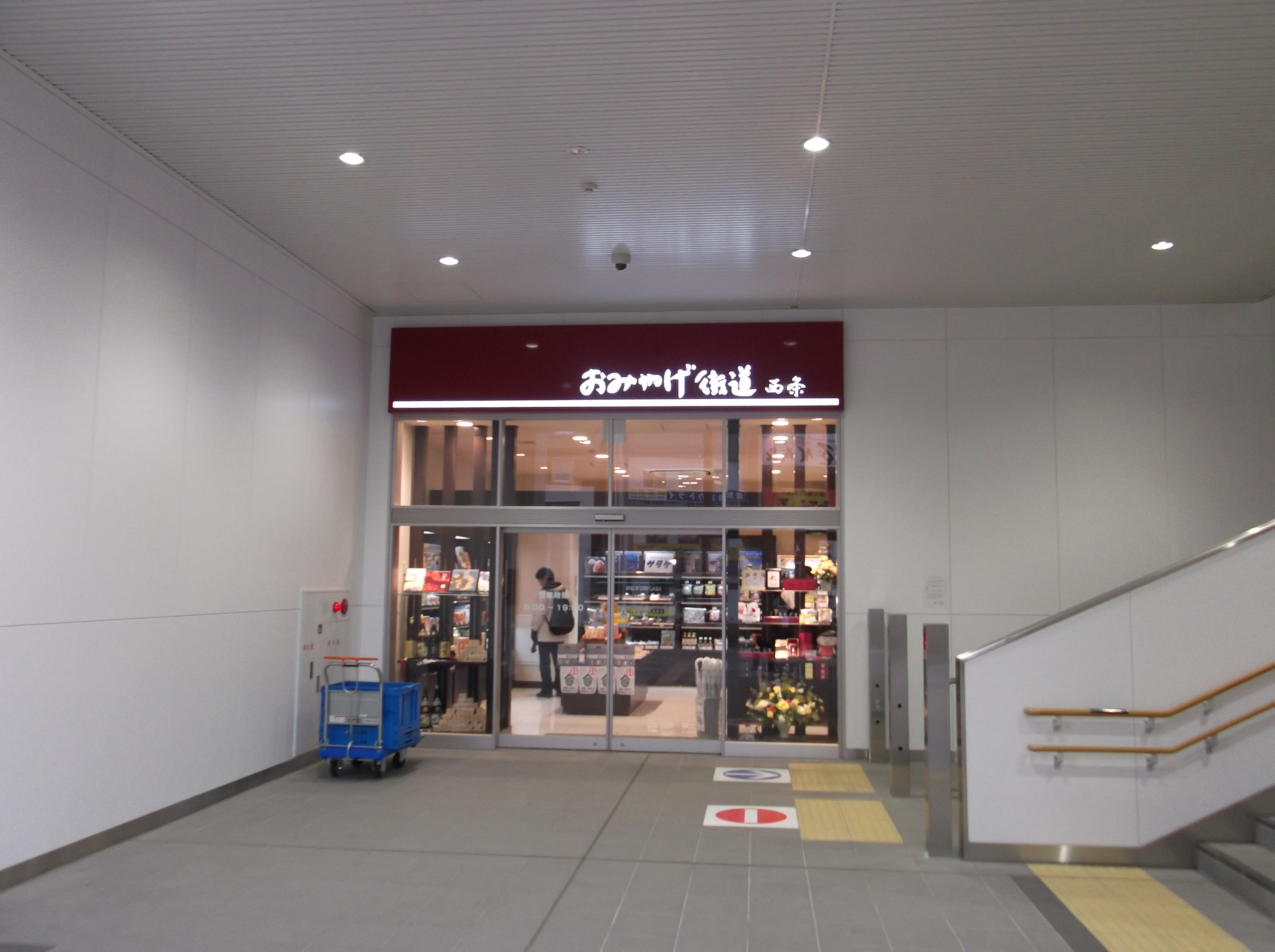
2014年1月13日開幕的土產街道西條
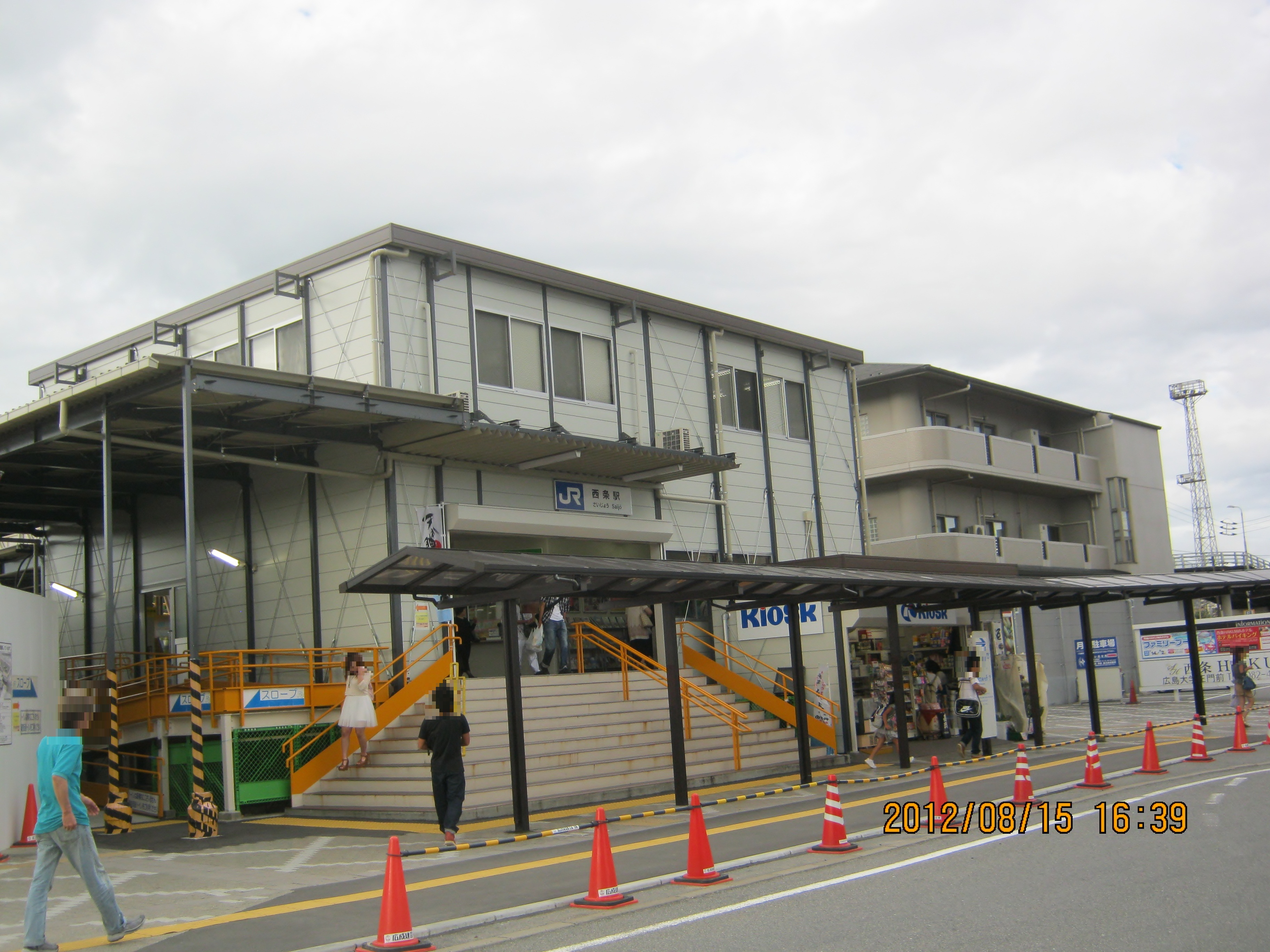
臨時車站（2012年6月 - 2014年1月）

| 路軌          | 路線與上下行         | 方向與用途                                            |
| ------------- | -------------------- | ----------------------------------------------------- |
| 1             | 山陽本線貨物（下行） | 廣島、大竹方向（通過）                                |
| 2（沒有月台） | 暫時停泊             | 業務車輛、貨運列車（異常時）、EF67、EF210-300暫時停泊 |
| 3             | 山陽本線貨物（上行） | 東福山、岡山方向（補助機車(EF67/EF210-300)）分離。    |
| 4             | （只限旅客列車使用） |                                                       |
| 5（沒有月台） | 山陽本線貨物（上行） | EF67/EF210-300分離。3號月台只限旅客列車使用。         |
| 5（沒有月台） | 暫時停泊             | 深夜停泊使時                                          |

- 1號月台與3號月台之間設有沒有月台的下行副本線（2號線），在駛經瀨野至八本松之間大坡度後，貨運列車中的補助機車在此站分離後，會回到廣島機關區等待。在異常情況時，貨物列車會在此停站。
- 4號月台的外側設有沒有月台的上行副本線（5號線）。該路軌是西高屋方向的引上線，在5號線中分離的補助機車會在此折返往2、3號月台。在深夜時會在4至5架車輛停泊。
- 上行貨物列車中，會在3號線或5號線臨時停車，並從此站至廣島貨物總站之間連結補助機車，該機車用作輔助，行走瀨野至八本松之間的大坡道用。在此月台分離的補助機車會前往2號線或3號線，隨後返回廣島機關區等待下一次任務。
- 在西高屋一方設有維護路軌車輛基地（留置線）。
- 3號月台當有貨運列車到達，或補助機車出發時，會與旅客車輛同樣會進行廣播。

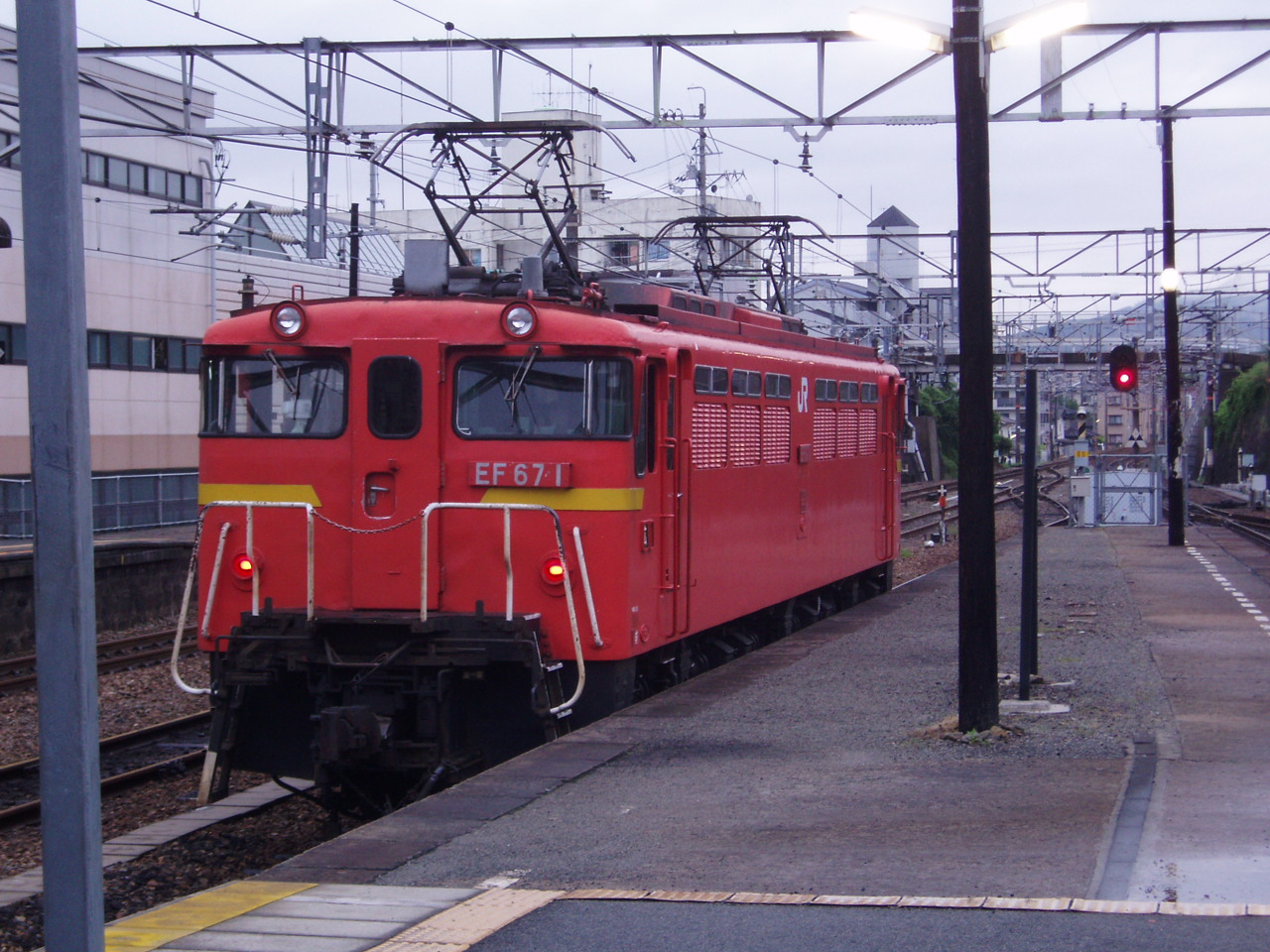
補助機車（電動機車）於此站分離後回到廣島。

## 使用狀況
以下為1日平均乘車人次
| 年度                | 1日平均 乘車人次 |
| ------------------- | ---------------- |
| 1987年（昭和62年）  | 6,971            |
| 1988年（昭和63年）  | 7,254            |
| 1989年（平成 元年） | 7,383            |
| 1990年（平成02年）  | 7,662            |
| 1991年（平成03年）  | 7,868            |
| 1992年（平成04年）  | 7,877            |
| 1993年（平成05年）  | 8,787            |
| 1994年（平成06年）  | 9,135            |
| 1995年（平成07年）  | 9,472            |
| 1996年（平成08年）  | 9,586            |
| 1997年（平成09年）  | 9,243            |
| 1998年（平成10年）  | 9,124            |
| 1999年（平成11年）  | 8,920            |
| 2000年（平成12年）  | 8,831            |
| 2001年（平成13年）  | 8,806            |
| 2002年（平成14年）  | 8,880            |
| 2003年（平成15年）  | 8,901            |
| 2004年（平成16年）  | 9,257            |
| 2005年（平成17年）  | 9,349            |
| 2006年（平成18年）  | 9,400            |
| 2007年（平成19年）  | 9,495            |
| 2008年（平成20年）  | 9,612            |
| 2009年（平成21年）  | 9,507            |
| 2010年（平成22年）  | 9,420            |
| 2011年（平成23年）  | 9,371            |
| 2012年（平成24年）  | 9,562            |
| 2013年（平成25年）  | 9,897            |
| 2014年（平成26年）  | 9,710            |
| 2015年（平成27年）  | 10,083           |
| 2016年（平成28年）  | 10,088           |
| 2017年（平成29年）  | 9,756            |

## 車站周邊
此站比山陽新幹線東廣島站更接近市區，設有餐廳、超市等娛樂、商業設施、市政廳、銀行、郵局、行政、金融機構。在周邊的舊山陽道沿線上設有許多酒藏，在週末會在2間或以上釀酒廠開放酒藏。另外，在每年10月第2個星期六、日會舉行「清酒節」，使吸引許多觀光客來臨。

### 南出口
為東廣島市的市中心，設有高密度的住宅區和岡町商店街。在1990年代後半起車站周邊進行再開發項目，連接廣島大學東廣島校園的廣島縣道195號西條停車場線（通稱：林蔭大道）於站前擴展至雙線雙程。在2006年（平成18年）2月，站前開發工程完成。此工程把站前廣場擴張，站前設有東橫Inn的綜合大廈，目前正在繼續發展中。舊『Fuji GRAND西條站前店（Fuji東廣島店）』的地段由都市公司購買，並計劃重建高層大廈，第1屬部分為商業設施，第2層以上為公寓。但是在2008年（平成20年）8月，公司破產，在償還債務後公司解散與停止發展。隨後，這空地由市購入，並決定興建擁有「中央生涯學習中心」功能的「東廣島藝術文化會堂」。在2013年6月前市政廳廳舍重建時成為臨時停車場。在同一地段於2010年（平成22年）5月24日至2011年（平成23年）9月2日成為西條稅務署臨時廳舍。在2013年8月「藝術文化會堂」終於開始建設，會堂於2015年（平成27年）秋季竣工，預計2016年（平成28年）春季啟用。此外，曾經連接車站的岡町商店街進行再開發，與站前廣場分離，行人道擴寬。此外，該商店街周邊變成為紅燈區。

### 北出口
在沒有車站大樓的北出口多年來都沒有進行工程。北出口附近元寺院與密集的住宅區。為了更方便連接東廣島市的福富、豐榮區域，連接廣島縣道329號飯田吉行線的市道西條站北線開通，北出口與南出口也有迴旋路（站北廣場）開發計劃。上述提及，2014年（平成26年）1月13日起，將設有南北公眾通道的跨站式站房開始使用，在2015年（平成27年）1月25日，南北公眾通道正式啟用。
在迴旋路啟用後，計劃北出口會設有廣島機場的接駁巴士。在2017年（平成29年）10月29日起，「西條機場利木津」開始運行。使促進增加機場與東廣島市內觀光客數目。

#### 住宿設施
- 東橫INN東廣島西條站前 … 商務酒店
- Route Inn（日语：ホテルルートイン）東廣島西條站前 … 商務酒店
- 東廣島莫里斯綠色酒店 … 在國道486號（日语：国道486号）沿線上的酒店
  - 當初為預計在2009年（平成21年）9月啟用的城市型酒店「東廣島酒店」，但是由於都市公司破產使工程暫停，後來更決定停止興建並拆毀。在2014年6月，決定把地段交還給市並改為市營停車場。同年10月，成為了市營停車場和停泊單車場。

#### 行政機關
- 東廣島市政廳
- 東廣島警署（日语：東広島警察署） 西條站前崗亭
- 廣島縣廳（日语：広島県庁） 東廣島縣廳
- 廣島國稅局（日语：広島国税局） 西條稅務署
- 広島法務局（日语：広島法務局） 東廣島分局
- 東廣島區檢察廳

#### 司法機關
- 東廣島簡易裁判所（日语：広島地方裁判所#管内の簡易裁判所）

#### 商業設施
- 福屋（日语：福屋）西條店
- youme Town東廣島（日语：ゆめタウン東広島）（設有免費直通巴士運行）
- 商事（日语：西条商事）Esuta店

#### 金融機關
- 安藝西條郵局（日语：安芸西条郵便局）
- 廣島銀行 西條分店
- 紅葉銀行 西條分店
- 廣島信用金庫（日语：広島信用金庫） 西條分店
- 島波信用金庫（日语：しまなみ信用金庫） 西條分店
- 吳信用金庫（日语：呉信用金庫） 西條分店
- 廣島市信用組合（日语：広島市信用組合） 西條中央分店
- 山口銀行 東廣島分店
- 中國勞動金庫（日语：中国労働金庫）東廣島分店

#### 教育設施
大學
- 廣島大學 東廣島校園 …… 車站設有往廣島大學方向循環巴士，行車需時約12分鐘

高等學校
- 廣島縣立賀茂高等學校（日语：広島県立賀茂高等学校） …… 從車站步行約10分鐘
- 廣島縣立西條農業高等學校（日语：広島県立西条農業高等学校） …… 從車站步行約15分鐘

中學
- 東廣島市立西條中學（日语：東広島市立西条中学校） …… 從車站步行約12分鐘
- 東廣島市立松賀中學（日语：東広島市立松賀中学校） …… 從車站步行約20分鐘

小學
- 東廣島市立西條小學（日语：東広島市立西条小学校）
- 東廣島市立東西條小學（日语：東広島市立東西条小学校）
- 東廣島市立三城小學（日语：東広島市立三ツ城小学校）

#### 公共設施
- 東廣島市中央生涯學習中心
- 太陽廣場東廣島

公園
- 西條中央公園 …… 毎年10月第二個星期六日會舉行「清酒節」的會場。

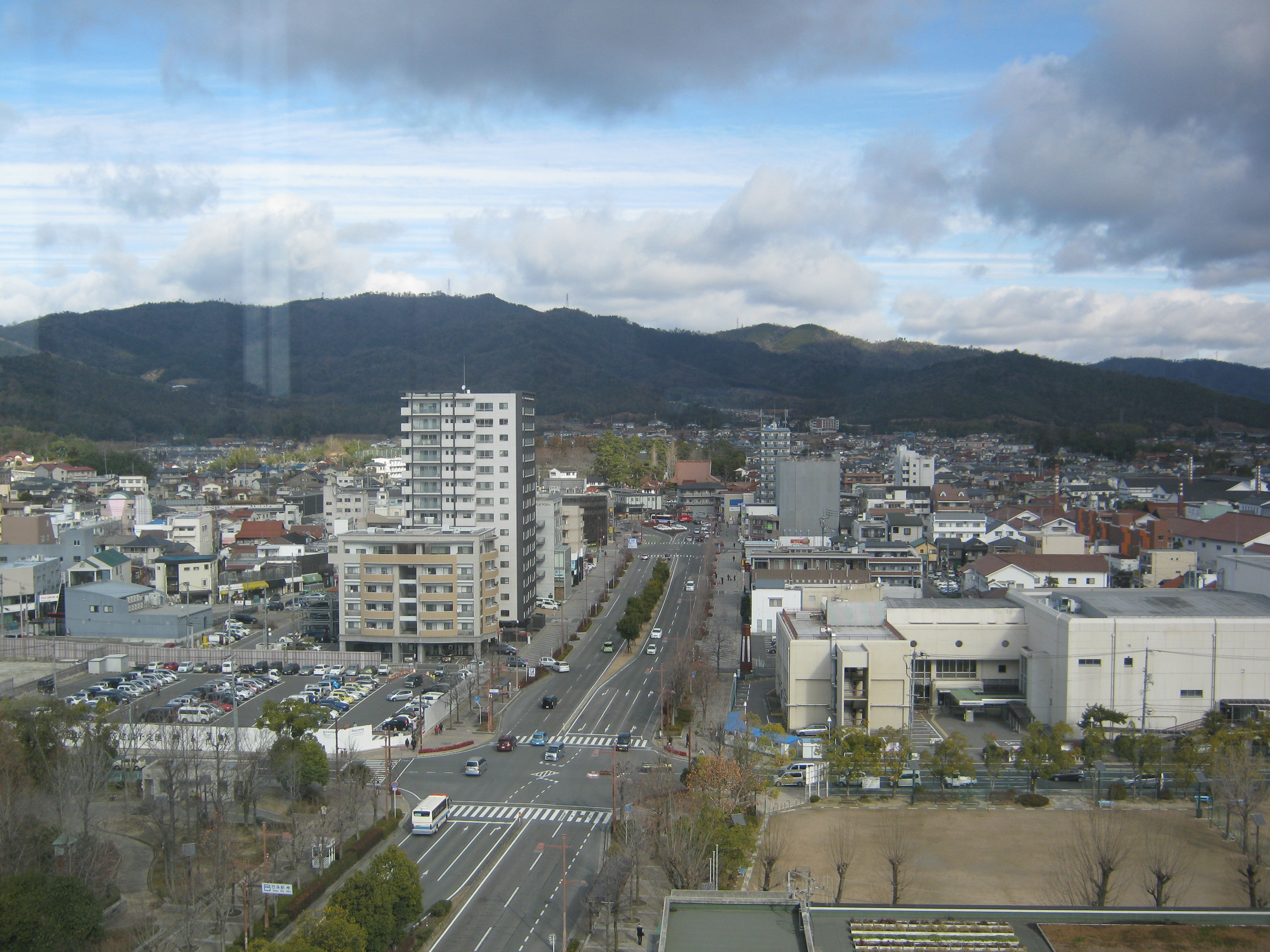
從市政廳第10層望見西條站周邊

## 交通

### 道路
- 廣島縣道195號西條停車場線（日语：広島県道195号西条停車場線）

### 巴士路線
南口迴旋路
- 西條市街地循環巴士「Non巴士」
  - 紅線（外回）
  - 藍線（內回）

（北方向;造賀、福富、豐榮方向）
- 藝陽巴士（日语：芸陽バス）
  - 前往豐榮
  - 經八本松前往豐榮
  - 前往上竹仁

（東北方向;高美丘、近畿大學工學部、西高屋站、白市站方向）
- 藝陽巴士
  - 經高美丘前往西高屋站
  - 經高美丘、西高屋站前往白市站

（東南方向;東廣島站、竹原、安藝津方向）
- 中國JR巴士
  - 經法務局前前往東廣島站，經東廣島站前往廣島國際大學（均於星期六及假日暫停服務）
- 藝陽巴士
  - 經Fuji GRAND前（日语：フジグラン東広島）、東廣島站前往竹原站
  - 經法務局前、Fuji GRAND前、東廣島站前往安藝津站行，經安藝津站前往竹原站

（南方向;黑瀨、廣島國際大學、吳大學、廣、吳方向）
- 中國JR巴士
  - 西條線　前往廣島國際大學、廣站、吳站
  - 經廣大西口前往廣島國際大學
  - 前往科學園

（廣島大學循環）
- 藝陽巴士、中國JR巴士
  - 廣島大學循環線

（西南方向;吉川、田口方向）
- 藝陽巴士
  - 吉川工業團地、田口研究團地循環線

（西方向;八本松、瀨野、廣島方向）
- 中國JR巴士
  - 前往東廣島醫療中心（日语：独立行政法人国立病院機構東広島医療センター）
- 藝陽巴士
  - 志和行循環線
  - 前往八本松站
  - 前往廣島巴士中心

北出口迴旋路
（廣島機場利木津巴士）
- 中國JR巴士、藝陽巴士
  - 直行 前往廣島機場 ※2017年10月29日開始運行

### 高速巴士
中國JR巴士
- 新風號巴士（日语：ニューブリーズ号）（南出口1號乘車處，經Busta新宿前往東京站）
- 青春夢廣島號（日语：大阪 - 広島線）（南出口1號乘車處，經大阪站JR高速巴士總站前往京都站烏丸口）

※ 綠鳳凰（前往廣島巴士中心），在車站步行10分，在西條朝日町巴士站乘車。

## 其他
- 雖然此站是在來線車站，但是在舊車站大樓的招牌上會宣傳新幹線廣告。
- 第二代車站大樓與臨時車站大樓中設有Kiosk販賣雜誌、糖果、咖啡等商品，也有售賣土產。在第三代跨站式站房中，設有於廣島縣內營運Kiosk的「JR西日本服務網絡廣島」，其公司營運營的土產專門店「土產街道、西條」開業。在開業後，Kiosk不再售賣土產物。Kiosk在新車站大樓全面啟用時改為「7-11 Kiosk」。

## 相鄰車站
西日本旅客鐵道
 山陽本線
■快速「城市快車」（只有星期六及假日下行班次）
西條→八本松
■快速「通勤快車」（只有平日早上下行班次）
西高屋→西條→八本松
■普通
西高屋－西條－寺家

## 外部連結
- 西條｜車站資訊：JR出門網 - 西日本旅客鐵道
- 清酒節官方網站 （页面存档备份，存于）